# Acetilcolina
L'acetilcolina (ACh) és el primer neurotransmissor descobert. Va ser trobat per un biòleg alemany anomenat Otto Loewi l’any 1921 qui després va rebre el premi Nobel. És el neurotransmissor específic de les sinapsis del sistema nerviós somàtic (SNS) i de les sinapsis ganglionars del sistema nerviós autònom (SNA) així com en els òrgans diana de la divisió parasimpàtica.

## Caracterització bioquímica i síntesi
L'acetilcolina és un èster acètic de la colina. La seva fórmula química és:
CH₃-CO-O-CH₂-CH₂-N-(CH₃)₃
Està formada per dos components acetat i colina, que s'uneixen mitjançant l'acció de l'acetilcolinatransferasa que al mateix temps necessita la presència de l'acetil-CoA per poder transferir l'acetat. Aquesta reacció té lloc en el citoplasma neuronal dels terminals nerviosos. Fixem-nos en els seus precursors:
- La colina és un alcohol nitrogenat anomenat trimetilamincefanol que és sintetitzat al fetge i després és transportat a la neurona per via hemàtica. La colina lliure és captada específicament en els terminals nerviosos colinèrgics mitjançant una bomba d'alta afinitat dependent de Na+.
- L'àcid acètic prové de l'acetil-CoA format primordialment a nivell mitocondrial.
- L'acetil-CoA s'origina a partir de dues fonts: pot provenir del piruvat gràcies a l'acció del piruvat deshidrogenasa, o ésser sintetitzada per l'acetil-CoA sintetasa.
- L'enzim acetilcolinatransferasa (AChT) és una proteïna globular que és sintetitzada en el cos de la neurona i és transportada mitjançant un flux axoplàsmic fins als terminals nerviosos on s'activa. Aquest enzim és específic de les terminacions nervioses colinèrgiques.

L'acetilcolina sintetitzada és emmagatzemada en les vesícules sinàptiques des d'on es transportarà a les terminacions nervioses on s'utilitzarà en la transmissió de l'impuls nerviós. S'estima que cada vesícula conté de 1000 a 50000 molècules d'acetilcolina i que una terminació nerviosa motora conté més de 300000 vesícules.
La formació d'acetilcolina està limitada per la concentració intracel·lular de colina, i aquesta ve determinada per la recaptura de colina dins del terminal nerviós. Les neurones no poden sintetitzar colina “de novo” per tant, és subministrada per o des del plasma o pel metabolisme de components que contenen colina. Almenys la meitat de colina emprada en la síntesi d'Ach es creu que prové directament d'Ach reciclada o alliberada, hidrolitzada a colina per la colinaesterasa. Una altra font de colina és la ruptura de la fosfatidilcolina, que pot augmentar en resposta a l'alliberació d'Ach. Aquestes fonts de colina poden ser particularment importants en el sistema nerviós central, ja que la colina en el plasma no pot sobrepassar la barrera hematoencefàlica. D'aquesta manera, en el sistema nerviós central, la recollida de colina d'alta afinitat dins de les neurones colinèrgiques no pot saturar-se i la síntesi d'acetilcolina està pot estar limitada pel subministrament de colina.

## Alliberament de l'acetilcolina
L'acetilcolina és un neurotransmissor, és a dir, transmet els impulsos nerviosos a través de la sinapsi (unió) entre certs tipus de cèl·lules nervioses. Una àmplia sèrie d'agents despolaritzats indueixen l'alliberament de l'acetilcolina a partir d'una sèrie de preparacions nervioses mitjançant mecanismes que requereixen la presència de calci.
L'arribada d'un potencial d'acció a la membrana presinàptica indueix l'obertura de canals de Ca2+ controlats per voltatge, que incrementa transitòriament la concentració de Ca2+ local del seu nivell en repòs de 0,1 μM a un valor d'entre 10 i 100 μM. Al mateix temps, l'ingrés de Ca2+ extracel·lular estimula l'exocitosi de les vesícules sinàptiques al voltant del canal de Ca2+, fet que determina que les vesícules alliberin els seus paquets d'ACh a la fenedura sinàptica. L'acetilcolina alliberada per la neurona presinàptica, o motora, es difon uns micròmetres fins a la membrana plasmàtica de la neurona postsinàptica o d'un miòcit, on s'uneix al receptor d'acetilcolina. Aquest fet provocarà un canvi conformacional en el receptor fent que s'obri el seu canal iònic. El moviment resultant de cations cap a l'interior despolaritza la membrana plasmàtica. En una fibra muscular això provoca la contracció.
La importància del Ca2+ en la transmissió colinèrgica és enorme, fins al punt que se sap que es necessiten quatre ions de Ca2+ per obrir una vesícula colinèrgica i que és imprescindible mantenir una concentració de Ca2+ extracel·lular mínima de 10–4 M per tal que la conducció d'un impuls nerviós finalitzi amb alliberament d'acetilcolina. Per tant, l'eliminació del Ca2+ extracel·lular o el bloqueig de la seva acció, per exemple amb la competència del Mg2+, disminueix i fins i tot inhibeix l'alliberament d'acetilcolina, tal com succeeix amb alguns verins i toxines, per exemple, la toxina botulínica.

## Degradació
Un cop alliberada a la fenedura sinàptica, l'acetilcolina s'uneix durant un temps molt curt als seus receptors sinàptics abans d'ésser degradada per l'acetilcolinaesterasa (AchE) que està concentrada en la fenedura.
L'acetilcolinaesterasa postsinàptica és el sistema enzimàtic imprescindible per a la seva catabolització. És una proteïna globular que està present als músculs i eritròcits dels vertebrats i s'uneix específicament a l'acetilcolina i la trenca en dues molècules, alliberant els precursors de la seva síntesi, és a dir, l'acetat i la colina. Aquesta degradació es porta a terme a nivell extracel·lular, concretament a la proximitat de la terminació nerviosa.

## Receptors postsinàptics
Existeixen dos tipus de receptors d'ACh: nicotínics i muscarínics. Ambdós responen a l'ACh però es distingeixen pels seus agonistes i antagonistes associats, són completament diferents, estructuralment i en els seus mecanismes d'acció.

### Receptors nicotínics
S'uneixen a la nicotina i es localitzen en ganglis i en la unió neuromuscular. Quan es fixen a l'ACh o a la nicotina s'obre un porus que permet el pas a través seu del Na+ y el K+. Com l'acció del lligand en el canal és directa l'acció és ràpida. Són proteïnes pentamèriques formades per subunitats heteròlogues. Existeixen diferents subtipus, d'aquests, els del sistema nerviós central existeixen també com a pentàmers, però estan formats per subunitats α, β, γ i δ; i cada subunitat sembla estar codificada per gens diferents. El receptor nicotínic de l'Ach consta de cinc subunitats ordenades al voltant d'un pseudoeix de simetria. Les subunitats presenten seqüències d'aminoàcids homòlogues amb un 30 a 40% d'identitat en els residus d'aminoàcids. Una de les subunitats anomenada α s'expressa en dues còpies; les altres tres β, γ i δ, es presenten com còpies úniques. S'han identificat, almenys dos tipus de receptors nicotínics:
- Els N1 presents als ganglis de Sistema Nerviós Autònom.
- Els N2 que els podem trobar a la placa terminal muscular.

Es caracteritzen per una resposta ràpida que actua mitjançant la despolarització directa de la membrana post-sinàptica, en activar els canals de sodi. Com hem dit abans, són receptors isotròpics, les sinapsis nicotíniques colinèrgiques actuen en les unions neuromusculars en certs ganglis i en llocs centrals del Sistema Nerviós Central. S'ha establert que les toxines de serp, com a-bungarotoxina, inactiven irreversiblement la funció del receptor en el múscul esquelètic intacte. Aquest descobriment va portar a la identificació i posterior aïllament del receptor nicotínic de l'ACh en el peix torpede.
La cavitat central del receptor es creu que és el canal iònic, que en estat de repòs és impermeable als ions però, activat s'obre de forma selectiva per cations. Les subunitats formen el lloc d'adherència d'agonistes i antagonistes competitius i proporciona la superfície primària amb què s'associen les toxines de serp.
L'exposició continuada de receptors nicotínics a agonistes porta a una disminució de la resposta, fins i tot encara que la concentració d’agonistes disponibles al receptor no canviï. La pèrdua de resposta per una exposició prèvia a l'agonista s'anomena dessensibilització.

### Receptors muscarínics
Responen a la toxina fúngica, muscarina, i són metabotròpics: estan molt més estesos en el cervell que els receptors nicotínics i són els principals receptors trobats a la musculatura llisa i en les glàndules innervades pels nervis parasimpàtics. L'atropina inhibeix específicament aquests receptors. Existeixen diversos receptors muscarínics que difereixen en la seva distribució en els teixits i en les vies de senyalització. Fins al moment no es disposa d'un patró clar de les seves funcions específiques.
Constitueixen el tipus predominant de receptor colinèrgic al cervell, on sembla que es troben involucrats en la memòria i en l'aprenentatge. S'ha descobert que aquests receptors també estan implicats en els trastorns afectius com la depressió o la mania. Són glucoproteïnes receptores les funcions de les quals estan mediades per la interacció amb proteïnes G. Gràcies a la clonació molecular s'han detectat cinc subtipus de receptors muscarínics. Els més coneguts són:
- M1 de localització central i amb un paper important en l’aprenentatge i la memòria.
- M2 de localització perifèrica al cor, glàndules i musculatura llisa.

La seva resposta és més lenta que en el cas dels receptors nicotínics i es creu que actuen a través de GMP cíclic com a segon missatger, per aquest motiu s'anomenen receptors metabotròpics.
Les sinapsis muscaríniques es troben a la musculatura llisa, musculatura cardíaca, ganglis i moltes altres regions del sistema nerviós central. Aquest tipus de receptors són molt més abundants en nombre que els receptors nicotínics en un factor de 10 a 100.

### Agonistes i antagonistes dels receptors nicotínics i muscarínics
L’acetilcolina té molt poc valor terapèutic per la facilitat orgànica de la seva hidròlisi i, en conseqüència, no té sentit el seu ús oral. Aquest fet ha provocat que la química farmacèutica hagi emprat agonistes i antagonistes nicotínics i muscarínics com a expressió d'una activitat agonista i antagonista colinèrgica.

#### Agonistes nicotínics
Són fonamentalment els èsters de colina amb àcids que en comptes d'ésser l'acètic són carboxílics. Ara bé, tenen poca transcendència terapèutica. Són: la mateixa nicotina, la N-acetiltiocolina, la muscarina i les sals d'arecolona.

#### Agonistes muscarínics
- Metalcolina: és més estable a la hidròlisi, ja que incorpora un nou metil a l'Ach i manté l'activitat muscarínica, però no té activitat nicotínica.
- Carbacol: és un carbamat de colina. És també més resistent a la hidròlisi que l'acetilcolina i s'empra per via tòpica en el tractament del glaucoma.
- Betanecol: s'empra oralment en els casos d'atonia gastrointestinal i urinària, especialment en el tractament post-operatori.
- Muscarina: encara que defineix el mateix receptor colinèrgic, no s'utilitza a causa de la seva toxicitat. S'obté de l'Amanita muscaria, que és el bolet verinós més característic.
- Pilocarpina: és un alcaloide natural, en aquest cas de l'arbust Pylocarpus i és emprat com a miòtic en el tractament del glaucoma. Entre els seus efectes autònoms s'observa ràpidament la hipersecreció salivar i la sudoració.
- Arecolina: és un alcaloide que prové d'un tipus de nou i que s'està utilitzant als tractaments de les demències amb símptomes com la pèrdua de capacitat mnèsica.
- Tremorina i oxotremorina: són derivats acetilènics de síntesi que produeixen tremols, per aquest motiu són emprats per a comprovar l'efectivitat dels fàrmacs anticonvulsionants.

#### Antagonistes nicotínics
Poden ser bloquejadors ganglionars i neuromusculars. Entre els primers podem citar l'hexametoni i la mecamilamina. El problema que presenten és que afecten tant als receptors simpàtics com parasimpàtics, per això el seu ús en el tractament de la hipertensió ha estat substituït per la utilització de bloquejadors b-adrenèrgics. Entre els segons es troben la tubocurarina, que és el típic verí de les fletxes que provoquen paràlisi d'alguns indígenes amazònics; la succinilcolina que, com el curare, bloqueja els receptors i els músculs no responen a l'acció de l'acetilcolina; i el decametoni, que té els mateixos efectes però molts prolongats, ja que és més difícil d'hidrolitzar que la succinilcolina.

#### Antagonistes muscarínics
Podem parlar de la seva acció com antiespasmòdics i parasimpaticolítics. Tal com podem esperar, disminueixen la secreció salivar, lacrimal, bronquial i gàstrica, és a dir, presenten un clar efecte autònom típicament parasimpaticolític. En el seu ús terapèutic destaquen en el tractament del glaucoma i de les úlceres pèptiques.
- Atropina i escopolamina: són antagonistes M1 i M2. S'empren com a antiespasmòdics en casos de diarrea i còlics i com a antídots anticolinesteràsics.
- Pirenzepina: és un antagonista típic M1, fet que el defineix com un anticolinèrgic pur sense efectes secundaris de tipus autònom, com sequedat de boca, midriasi,...

## Efectes de l'acetilcolina en diferents llocs de transmissió colinèrgica

### Funcions motores
La injecció intraarterial propera d'ACh produeix una contracció muscular similar a la causada per estimulació del nervi motor. També provoca una disminució del potencial de repòs en el múscul intestinal aïllat i un increment de la tensió. En el sistema de conducció cardíaca, nòduls S-A i A-V, produeix inhibició i hiperpolarització de la membrana de la fibra i disminució pronunciada en la velocitat de despolarització. Aparició d'una regulació central de la funció motora extrapiramidal, efecte excitador dels ganglis basal que contraresta l'acció inhibidora de la Dopamina. A banda de què la innervació colinèrgica dels vasos sanguinis és limitada, els receptors muscarínics colinèrgics es presenten en els nervis vasoconstrictors simpàtics, l'efecte vasodilatador sobre els vasos sanguinis aïllats requereix la presència d'un endoteli intacte. L'activació dels receptors muscarínics produeix l'alliberament d'una substància vasodilatadora que difon fins a la musculatura llisa produint relaxació.

### Funcions endocrines
Augmenta la secreció de vasopresina per estimulació del lòbul posterior de la hipòfisi. A més, disminueix la secreció de la prolactina de la hipòfisi posterior.

### Funcions parasimpàtiques
Intervé en la ingesta d'aliments i en la digestió, en els processos anabòlics i el repòs físic. Augmenta el flux sanguini del tracte gastrointestinal i el to muscular gastrointestinal. També produeix un augment de les secrecions endocrines gastrointestinals i disminueix la freqüència cardíaca.

### Funcions sensorials
Les neurones colinèrgiques cerebrals formen un gran sistema ascendent que té el seu origen al tronc cerebral i innerva àmplies àrees de l'escorça cerebral i és probablement idèntic al sistema activador reticular, a més de mantenir la consciència sembla que intervenen en la transmissió d'informació visual. L'acetilcolina també intervé en la percepció del dolor i la memòria.

## Malalties relacionades
Perquè l'impuls nerviós es transmeti al múscul són necessaris una sèrie de passos a nivell de la placa motora: es deu alliberar acetilcolina a la fenedura sinàptica que ha d'unir-se als receptors nicotínics de la membrana muscular. La miastènia greu és mesurada per la presència d'anticossos dirigits contra el receptor nicotínic d'acetilcolina (trastorn postsinàptic). La causa de la síndrome d'Eaton-Lambert és la presència d'anticossos dirigits contra canal de calci dependents de voltatge del terminal presinàptic impedint que s'alliberi l'acetilcolina (trastorn presinàptic). La toxina botulínica també impedeix l'alliberament d'acetilcolina. L'acetilcolina és un neurotransmissor molt abundant al sistema nerviós central i el seu paper és polifacètic. Al tronc cerebral responen a l'acció colinèrgica els nuclis cocleolars, els centres respiratoris, etc. Al diencèfal també és important la presència de l'acetilcolina. A l'hipotàlem, l'activació colinèrgica pot provocar hipotèrmia. També sembla ésser responsabilitat de l'acció colinèrgica l'alliberament de neurohormones, com l'antidiürètica i l'oxitocina. En el tàlem, l'activitat colinèrgica s'encarrega del funcionament talàmic difús i, en conseqüència, de la regulació del nivell de vigilància de l'escorça cerebral. Aquesta àmplia distribució provoca que els efectes d'una acció anticolinèrgica es manifestin d'una manera general sobre la conducta provocant síndromes característiques com la pèrdua de memòria i atenció, dificultats en la parla, confusió i desorientació. La colina, precursor de l'acetilcolina, pot tenir un paper important en processos neuroquímics relacionats amb l'afecte. S'han trobat alts nivells cerebrals de colina associats a estats d'ànim depressiu. En un cervell normal, els nivells de dopamina i acetilcolina es troben en equilibri i igualats en les seves funcions inhibidores i excitadores. Quan es redueixen els nivells de dopamina, es trenca aquest equilibri, ja que l'acetilcolina comença a tenir un excés d'activitat excitadora, fet que provoca la malaltia de Parkinson. La dopamina és a la pars compacta de la substància negra i s'ignoren les causes per les quals les neurones moren i deixen de mantenir el sistema en equilibri sobre el cos. Finalment, cal recordar que l'acetilcolina és un neurotransmissor relacionat amb la memòria, l'aprenentatge i la concentració i, d'aquesta manera, les neurones colinèrgiques són les que produeixen el deteriorament de l'acetilcolina en el procés d'envelliment normal i en la malaltia d'Alzheimer.